# Qiguan
Qiguan est un astérisme utilisé en astronomie chinoise. Son nom signifie « officiers de cavalerie ». Il est situé dans la constellation occidentale du Loup. La composition exacte de l'astérisme est incertaine, du fait que les cartes du ciel du monde chinois s'avèrent être plus figuratives que descriptives. Une étoile de cet astérisme est distinguée des autres, il s'agit de Qichen Jiangjun (« général de cavalerie »), correspondant à l'étoile κ Lupi.

## Référence
- (en) Francis Richard Stephenson et David A. Green, Historical supernovae and their remnants, Oxford, Oxford University Press, 2002, 252 p. (ISBN 0198507666), page 220.